# Muhammadu Attahiru I
Muhammadu Attahiru I (f. 1903) fue el 12avo sultán del Califato de Sokoto desde octubre de 1902 hasta el 15 de abril de 1903. Fue el último sultán independiente de Sokoto antes de que el Califato fuera tomado por los británicos.

## Reinado como sultán
El Sultán Attahiru I llegó al trono después de la muerte de Abderrahman dan Abi Bakar en octubre de 1902 mientras las fuerzas británicas habían ya tomado gran parte del Califato Sokoto.
Durante el último reinado de Abderrahman, el general británico Frederick Lugard había sido capaz de utilizar rivalidades entre los emires en el sur con el Califato Sokoto para prevenir una coherente defensa contra las tropas británicas. Un británico lideró una fuerza rápidamente, aproximándose a la ciudad de Sokoto con claras intenciones de tomarla.
Attahiru I organizó una rápida defensa de la ciudad y decidió enfrentar al ejército británico avanzante fuera de la ciudad de Sokoto. Esta batalla finalizó rápidamente en favor de los británicos con el poder de fuego superior causando altas bajas en el lado de Attahiru I.
Attahiru I y sus seguidores dejaron la ciudad de Sokoto en lo que Attahiru I describió como una hijra para preparar la llegada del Mahdi. Los británicos se movieron en la ampliamente despoblada Sokoto y nombraron a Muhammadu Attahiru II como nuevo califa. Lugard esencialmente abolió el Califato y retuvo el título de Sultán como una posición simbólica en el nuevamente organizado Protectorado de Nigeria del Norte.
Attahiru I comenzó a viajar a través de las regiones rurales del Califato de Sokoto siendo perseguido por los británicos y recolectando información de sus movimientos. Los británicos y emires trabajando con los británicos fueron sorprendidos por la gran cantidad de personas que se unieron a Attahiru y su fuerza creció a miles.
Marchando a través de Zamfara y Kano, se tornaron increíblemente preocupados por la fuerza. Los británicos atacaron a los rebeldes en la batalla de Burmi, cerca de la actual Bauchi, en 1903 y Attahiru I estuvo entre los asesinados. Su hijo, Muhammad Bello bin Attahiru o Mai Wurno continuó liderando a los restantes sobrevivientes y se estableció eventualmente en Sudán, donde muchos de sus descendientes aún viven hoy.